# Melitta Dembicki
Melitta Dembicki (geboren 4. Juli 1946) ist eine deutsche Richterin am Verwaltungsgericht Frankfurt am Main im Ruhestand. Sie war Mitglied des Staatsgerichtshofs des Landes Hessen.

## Leben
Nach dem Studium der Rechtswissenschaft war Dembicki als Magistratsrätin bei der Stadtverwaltung Frankfurt am Main tätig.
Von 1978 bis 2010 war sie Richterin am Verwaltungsgericht Frankfurt am Main. Regelmäßig hielt sie Seminare im Hessischen Verwaltungsschulverband.
1987 wurde Dembicki erstmals auf Vorschlag der SPD vom Hessischen Landtag zum stellvertretenden nicht richterlichen Mitglied am Staatsgerichtshof des Landes Hessen gewählt. 1991 wurde sie wieder gewählt und hatte das Amt bis 1995 inne.